# Ebenoideae
Ebenoideae, malena biljna potporodica, dio porodice dragunovki. Sastoji se od dva roda, kozmopolitskog Diospyros, sa preko 770 vrsta i Euclea iz Afrike i juga Arapskog poluotoka. Rod Royena uklopljen je u Diospyros.

## Opis
Potporodica Ebenoideae sastoji od tri roda, Euclea, Royena i Diospyros. Zajednička obilježja ove potporodice su prisutnost indumentuma, traheje sa samo jednostavnim perforacijskim pločama, naizmjenične brakteole, trostruka polenova zrnca, gornji jajnik i odsutnost krune. Ova potporodica može se dalje podijeliti u dvije glavne loze. Prva se sastoji od dva roda, Euclea i Royena, koji su uglavnom ograničeni na južnu Afriku (osim nekoliko vrsta Euclea koje se pojavljuju sjeverno do Arapskog poluotoka, Sokotre i Komorskih otoka). Ovaj obrazac odnosa također je uočen u prethodnim molekularnim studijama (Morton i sur., 1997; Berry i sur., 2001). Odnos između Euclea i Royena je dobro podržan raznim karakteristikama kao što je anatomija sjemena i brisanje od 69 bp u 30 trnK intronu (slika 3). Na morfološkoj osnovi, vrste koje pripadaju prvoj kladi mogu se razlikovati od drugog po prisutnosti urastanja testa koji okružuje korijen embrija. Royena i Euclea također obično posjeduju periciklički felogen, za razliku od Diospyrosa, koji ima subepidermalni felogen (Hiern, 1906.). Druga loza sadrži samo rod Diospyros, koji je pantropski. Raznolikiji je u svojoj morfologiji i divergenciji DNA od ostala tri roda. Ovi rezultati omogućuju da se grupiraju svi drugi prethodno priznati rodovi (Cargillia, Gunisanthus, Maba, Macreightia i Tetraclis) unutar proširenog Diospyrosa. Ovaj se rod razlikuje od druga dva roda u Ebenoideae nedostatkom invaginacije koja okružuje korijen.

## Rodovi
1. Diospyros L. (776 spp.)
2. Euclea L. (18 spp.)